# Lengemesék – Nyár a nádtengeren
A Lengemesék – Nyár a nádtengeren magyar televíziós 2D-s számítógépes animációs sorozat, amelyet a Cinemon Entertainment Kft. készített. A forgatókönyvet Pálfi Zsolt és Berg Judit írta. Magyarországon az M2 tűzte műsorra.

## Szinkronhangok
- Faragó András – Pallasz, Sulyom király, Aszpik, Rana Gedeon, Harács tömeg (I.)
- Bolla Róbert – Artúr, Nagyapó
- Pálmai Szabolcs – Rence Ervin, Nátri, Pumpedli, Harács tömeg (II.)
- Bercsényi Péter – Gyékényes Geri, Tőzeg Tomi, Minyon társa, Egy harács őr, Harács tömeg (III.)
- Semjén Nóra – Lile, Borzas Füzi, Ruca, Rózsika
- Szalay Csongor – Vilkó
- Markovics Tamás – Mocsári Miki, Minyon, Danka Jani, Táltos, Harács tömeg (IV.)

## Alkotók
- Író: Berg Judit
- Forgatókönyvíró: Hernádi Edit, Pálfi Zsolt
- Animációs rendező: Pálfi Zsolt
- Producer és rendező: Temple Réka
- Háttértervező: Roth István
- Animáció: Bárdos Attila, Bátai Norbert, Bátai Zsolt, Dörnyei Péter, Huszák Tibor, Kohári Viktória, Lovász György, Molnár Éva, Páhi Veronika, Szabó Zsolt, Tóth Zsuzsanna
- Designok riggelése: Bárdos Attila
- Animatik: Antók Krisztián
- Illusztrátor: Timkó Bíbor
- Kompozit: Antók Krisztián, Horn Melinda
- Gyártásvezető: Holló Leleszi Krisztina

## Epizódok
1. A verseny
2. A telepókhálózat
3. Motorcsónak
4. Torpedócsata
5. Hattyútámadás
6. Hajóépítés